# KS Cracovia
KS Cracovia (offiziell Klub Sportowy Cracovia) [kraˈkɔvʲa], meist kurz nur Cracovia, im deutschen Sprachraum gelegentlich fälschlich Cracovia Krakau genannt, ist ein polnischer Sportverein aus Krakau. Der am 13. Juni 1906 gegründete Verein war einer der ersten polnischen Fußballvereine neben den Klubs Lechia Lwów und Czarni Lwów aus dem heute ukrainischen Lemberg (polnisch Lwów) und CWKS Resovia aus Rzeszów und gilt neben Resovia als der älteste auf heutigem polnischen Staatsgebiet gegründete noch existierende Fußballverein vor dem ein Jahr später gegründeten Stadtkonkurrenten Wisła. Im Jahr 1921 wurde Cracovia der erste polnische Fußballmeister und gewann bis 1948 vier weitere Meisterschaften. Seit der Saison 2013/14 spielt der Verein durchgehend in der Ekstraklasa, der höchsten polnischen Spielklasse.

## Geschichte

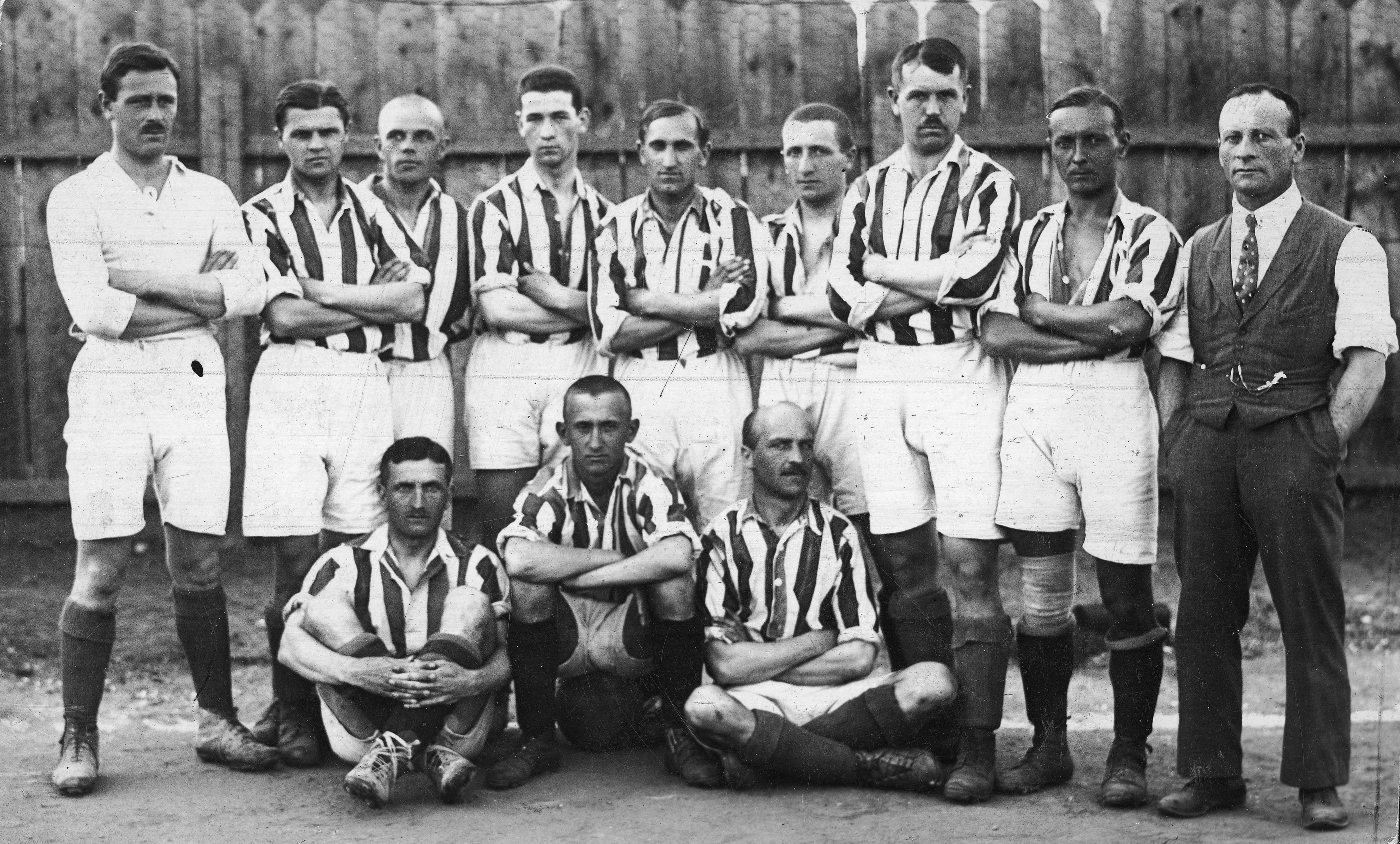
Die Cracovia-Mannschaft von 1921

KS Cracovia wurde am 13. Juni 1906 als Akademicki Klub Footballowy gegründet, nachdem Mannschaften aus Lwów, aus dem die ersten Fußballmannschaften in Polen stammten, Krakau besucht hatten. Im September änderte man den Namen zu Akademicki Klub Footballowy „Cracovia“. 1913 gewann Cracovia den Meistertitel in der Österreichischen Fußballmeisterschaft für Polen vor Wisła Krakau und Pogoń Lwów. 
Nach dem Ersten Weltkrieg zählte die Mannschaft zu den besten Polens und gewann neben der ersten beendeten polnischen Meisterschaft 1921 in den Jahren 1930, 1932 und 1937 drei weitere Meistertitel. Im ersten Spiel der polnischen Fußballnationalmannschaft am 18. Dezember 1921 in Budapest gegen Ungarn, das mit 0:1 verloren ging, waren sieben von dreizehn Spielern im polnischen Aufgebot Spieler von Cracovia.
Wegen des Zweiten Weltkriegs kam der Fußball erneut für mehrere Jahre zum Erliegen, mit einem weiteren Meistertitel 1948 konnte man jedoch zunächst an die früheren Erfolge anknüpfen. Durch den politischen Umbruch und die Konsolidierung des kommunistischen Regimes nach dem Krieg war auch Cracovia betroffen, der Verein war gezwungen, seinen ursprünglichen Namen und die rot-weißen Vereinsfarben abzulegen, erlangte aber 1955 während der Tauwetter-Periode seinen traditionellen Namen, Klub Sportowy Cracovia, wieder. 1954 stieg der Verein erstmals aus der Ekstraklasa ab. Danach schaffte man noch einige Male den Wiederaufstieg, konnte sich aber nicht mehr dauerhaft etablieren. 1971 folgte erstmals der Sturz in die dritte Liga und Cracovia wurde zu einer Fahrstuhlmannschaft zwischen zweiter und dritter Liga. Von 1982 bis 1984 trat man erneut in der Ekstraklasa an. Aufgrund finanzieller Probleme konnte man sich aber dort nicht halten und trat in den 90er-Jahren wieder überwiegend in der 3. Liga an. 1997 wurde der Verein in eine Aktiengesellschaft umgewandelt und vor der Insolvenz gerettet.
2004 kehrte Cracovia in Polens erste Fußballliga zurück. Als Tabellendritter der Zweiten Liga für die Relegation qualifiziert, setzte Krakau sich in dieser mit zwei glatten 4:0-Siegen gegen Górnik Polkowice durch und nahm somit erstmals seit 1984 wieder an Polens oberster Spielklasse teil. In den vier vorangegangenen Spielzeiten (1966, 1969, 1982, 1983) nie über den drittletzten Platz in Polens Eliteklasse hinausgekommen, übertraf Cracovia in der Saison 2004/05 alle Erwartungen. Am ersten Spieltag schlug Cracovia Zagłębie Lubin nach zwischenzeitlicher 5:0-Führung deutlich mit 5:2, erreichte beim Lokalrivalen und späteren Meister Wisła Krakau vor 11.000 Zuschauern ein 0:0 und etablierte sich frühzeitig in der oberen Tabellenhälfte. Bis zum 23. Spieltag, als man sich bis auf drei Punkte auf den Tabellendritten Legia Warschau herankämpfte, schien sogar eine Qualifikation für den UEFA-Pokal möglich. Am Ende erreichte Cracovia den fünften Platz.
In der Saison 2008/09 erreichte Cracovia nur den 15. Platz in der Ekstraklasa, was den sportlichen Abstieg bedeutet hätte. Da jedoch ŁKS Łódź die Lizenz entzogen und auf den letzten Platz gesetzt wurde und gleichzeitig dem Zweitligameister und Lokalrivalen Widzew Łódź die Lizenz und der damit verbundene Aufstieg in die Ekstraklasa verwehrt wurde, rutschte Cracovia in der Abschlusstabelle noch auf Platz 14, was die Teilnahme an den Relegationsspielen bedeutet hätte. Durch die Lizenzverweigerung für Widzew Łódź entfielen diese und Cracovia spielte auch 2009/10 in der Ekstraklasa.
Die Saison 2009/10 begann so chaotisch, wie die vorige geendet hatte: Nach nur zwei Spieltagen der Saison 2009/10 wurde Artur Płatek als Trainer entlassen und von Orest Lenczyk ersetzt. Dennoch hielt der Verein letztendlich souverän die Klasse und hatte letztendlich sieben Punkte Vorsprung zu den Abstiegsrängen. Für die Fans war außerdem sehr wichtig, dass man am 33. Spieltag im Derby gegen den größten Rivalen Wisła Krakau ein 1:1-Remis durch ein Tor in der Nachspielzeit schaffte, sodass Wisła im Meisterschaftskampf von Lech Posen auf Platz zwei verdrängt wurde, den das Team auch am letzten Spieltag nicht mehr verließ.
Auch die Spielzeit 2010/11 war vom Kampf um den Klassenerhalt geprägt. Während des größten Teils der Saison befand sich Cracovia auf einem der beiden Abstiegsplätze, von dem man sich am vorletzten Spieltag mit einem 3:0-Sieg über Jagiellonia Białystok lösen konnte. Trotz einer 0:1-Niederlage in Bełchatow am letzten Spieltag blieb man am Ende einen Punkt vor Arka Gdynia auf Rang 14 und sicherte sich somit den Verbleib in der Ekstraklasa.
In der Saison 2011/12 steckte Cracovia wie schon in der Vorsaison von Beginn an im Tabellenkeller fest und konnte sich im weiteren Verlauf nie von diesem absetzen. Zwei Spieltage vor Saisonende stand der Verein dann als erster Absteiger fest und beendete die Spielzeit auf dem letzten Platz. Als Tabellenzweiter der zweitklassigen 1. Liga in der Saison 2012/13 gelang dem Verein jedoch der sofortige Wiederaufstieg in die Ekstraklasa, in der der Verein seitdem durchgängig spielt. Die Saison 2015/16 beendete der Verein als Vierter und war somit, da der Pokalsieger Legia Warschau bereits als polnischer Meister in der Qualifikation zur Champions League antrat, für die erste Runde der UEFA Europa League 2016/17 qualifiziert, wo man dem nordmazedonischen Verein KF Shkëndija unterlag.
Mit einem 3:2-Sieg über Lechia Gdańsk gewann der Verein am 24. Juli 2020 erstmals den Puchar Polski. Dadurch stand man erneut in der Qualifikation zur Europa League, wo Cracovia mit 0:2 am Malmö FF scheiterte. Am 9. Oktober 2020 setzten sie sich gegen den Meister Legia Warschau im Elfmeterschießen durch und gewann ebenfalls zum ersten Mal den Superpuchar Polski. 

## Stadion
Die Heimspielstätte ist das Cracovia-Stadion (Józef-Piłsudski-Stadion), in dem Cracovia seit 1912 seine Heimspiele austrägt. Dieses wurde Ende 2009 abgerissen, um an gleicher Stelle ein neues Stadion zu bauen. Seit Abschluss der Arbeiten fasst es 15.114 Zuschauer. Zudem wurde eine angeschlossene Sporthalle mit 2.300 Plätzen errichtet. Das erste Spiel im neuen Stadion wurde bereits im September 2010 ausgetragen, die endgültige Fertigstellung des Stadions erfolgte ein Jahr später.

## Fanfreundschaften und Rivalitäten
Fanfreundschaften bestehen traditionell zu Arka Gdynia und Lech Posen, die zusammen als Wielka Triada (Große Triade) bekannt sind. Erzrivale von Cracovia ist der Stadtrivale Wisła Krakau, gegen den das Derby Krakowa ausgetragen wird.

## Statistik

### Sportliche Erfolge
- Polnische Fußballmeisterschaft
  - Meister: 1921, 1930, 1932, 1937, 1948
  - Vizemeister: 1934, 1949
  - Dritter: 1922, 1952
- Polnischer Fußballpokal
  - Sieger: 2019/20
- Polnischer Fußballsuperpokal
  - Sieger: 2020
- Österreichische Fußballmeisterschaft für Polen
  - Sieger: 1913

### Europapokalbilanz
| Saison  | Wettbewerb         | Runde                  | Gegner                  | Gesamt    | Hin     | Rück          |
| ------- | ------------------ | ---------------------- | ----------------------- | --------- | ------- | ------------- |
| 1983    | Intertoto-Cup      | Gruppenphase           | Videoton SC             | 1:9       | 1:3 (H) | 0:6 (A)       |
| 1983    | Intertoto-Cup      | Gruppenphase           | FK Hvězda Cheb          | 0:4       | 0:2 (H) | 0:2 (A)       |
| 1983    | Intertoto-Cup      | Gruppenphase           | SK Sturm Graz           | 3:1       | 1:1 (H) | 2:0 (A)       |
| 2008    | UEFA Intertoto Cup | 1. Runde               | FK Schachzjor Salihorsk | 1:5       | 1:2 (H) | 0:3 (A)       |
| 2016/17 | UEFA Europa League | 1. Qualifikationsrunde | KF Shkëndija            | 1:4       | 0:2 (A) | 1:2 (H)       |
| 2019/20 | UEFA Europa League | 1. Qualifikationsrunde | DAC Dunajská Streda     | (a)3:3(a) | 1:1 (A) | 2:2 n. V. (H) |
| 2020/21 | UEFA Europa League | 1. Qualifikationsrunde | Malmö FF                | 0:2       | 0:2 (A) | 0:2 (A)       |

Gesamtbilanz: 13 Spiele, 1 Sieg, 3 Unentschieden, 9 Niederlagen, 9:28 Tore (Tordifferenz −19)

### Bekannte Spieler
- / Edgar Bernhardt
- Tomasz Brzyski
- Mateusz Cetnarski
- Marek Citko
- /  Wilhelm Góra
- Ludwik Gintel
- Wilhelm Halpern
- Erik Jendrišek
- Józef Kałuża
- Bartosz Kapustka
- Mateusz Klich
- Radosław Matusiak
- Marek Motyka
- Andrzej Niedzielan
- Dawid Nowak
- Saïdi Ntibazonkiza
- Giannis Papadopoulos
- Piotr Polczak
- Cornel Râpă
- Deniss Rakeļs
- Tomasz Rząsa
- Łukasz Sosin
- Leon Sperling
- Witold Wawrzyczek
- Hubert Wołąkiewicz
- Kazimierz Węgrzyn

### Trainer
- Imre Pozsonyi (1921–1923)
- Sid Kimpton (1923)
- Ferenc Plattkó (1938)
- Karel Finek (1956–1957 & 1961)
- Artur Woźniak (1971–1972)
- Antoni Szymanowski (1985–1986)
- Stefan Majewski (2006–2008)
- Orest Lenczyk (2009–2010)
- Dariusz Pasieka (2011–2012)
- Jacek Zieliński (2015–2017, seit 2021)
- Michał Probierz (2017–2021)

## Kader 2025/26
Stand: 3. August 2025
| Nr. |                         | Position | Name                    |
| --- | ----------------------- | -------- | ----------------------- |
| 3   | Danemark                | AB       | Andreas Skovgaard       |
| 4   | Schweden                | AB       | Gustav Henriksson       |
| 6   | Irak                    | MF       | Amir Al-Ammari          |
| 7   | Polen                   | MF       | Mateusz Praszelik       |
| 9   | Schweiz                 | ST       | Filip Stojilković       |
| 10  | Polen                   | MF       | Michał Rakoczy          |
| 11  | Danemark                | MF       | Mikkel Maigaard         |
| 13  | Polen                   | TW       | Sebastian Madejski      |
| 14  | Bosnien und Herzegowina | MF       | Ajdin Hasić             |
| 15  | Polen                   | AB       | Kamil Glik              |
| 17  | Bulgarien               | ST       | Martin Mintschew        |
| 18  | Vereinigte Staaten      | ST       | Kahveh Zahiroleslam     |
| 19  | Island                  | MF       | Davíd Kristján Ólafsson |
| 20  | Polen                   | MF       | Karol Knap              |
| 22  | Polen                   | MF       | Bartosz Biedrzycki      |

| Nr. |            | Position | Name             |
| --- | ---------- | -------- | ---------------- |
| 23  | Polen      | MF       | Fabian Bzdyl     |
| 24  | Tschechien | AB       | Jakub Jugas      |
| 25  | Georgien   | MF       | Otar Kakabadse   |
| 27  | Slowakei   | TW       | Henrich Ravas    |
| 28  | Polen      | MF       | Dawid Polak      |
| 33  | Polen      | TW       | Konrad Cymerys   |
| 39  | Kroatien   | AB       | Mauro Perković   |
| 43  | Polen      | TW       | Konrad Golonka   |
| 66  | Polen      | AB       | Oskar Wójcik     |
| 70  | Osterreich | MF       | Dijon Kameri     |
| 72  | Polen      | MF       | Oskar Lachowicz  |
| 77  | Polen      | MF       | Patryk Janasik   |
| 79  | Polen      | MF       | Dominik Piła     |
| 86  | Polen      | MF       | Mateusz Pomietło |
|     | Polen      | MF       | Bartłomiej Kolec |

## Trivia
Der bekannteste Anhänger des Vereins war Papst Johannes Paul II.